# ジェームズ・C・コリンズ
ジェームズ・C・コリンズ三世（英語：James C. "Jim" Collins III）またはジム・コリンズ（Jim Collins）は、企業の持続可能性と成長を扱うアメリカのビジネス・コンサルタント、作家、講師である。

## 経歴
コリンズはスタンフォード大学で数理科学の学士号を取得したのち、同大学にて経営学修士号を取得。その後は18カ月にわたってマッキンゼー・アンド・カンパニー社でビジネスコンサルタント業務に従事し、次いでヒューレット・パッカード社のプロダクトマネージャーとして働いた。
コリンズは研究と教育の仕事をスタンフォード大学経営大学院の学部にて始め、1992年にはそこで最優秀教員賞を受賞した。1995年、コリンズはコロラド州ボルダーにマネジメント研究所を設立し、現在はそこで企業と社会セクター(social sector)の幹部らに研究と教育を指導している。その間、コリンズはCNNインターナショナルの上級執行役員を務め、またジョンズ・ホプキンス大学医学部、ガールスカウトアメリカ連盟、the Leadership Network of Churches、the American Association of K-12 School Superintendents、アメリカ海兵隊といった社会セクター組織で働いた。
コリンズの配偶者であるジョアン・アーンストは1985年のアイアンマン世界選手権大会の優勝者である。

## 業績

### 文筆業
コリンズは彼の研究に基づく6冊の本の著者あるいは共著者である。その中には古典となった『ビジョナリー・カンパニー 時代を超える生存の原則』もあり、この本はビジネス・ウィーク誌のベストセラー・リストに6年以上留まり、25の言語に翻訳された。また『ビジョナリー・カンパニー2 飛躍の法則』は、ニューヨーク・タイムズ誌、ウォール・ストリート・ジャーナル誌、ビジネス・ウィーク誌のベストセラー・リストに長期にわたって留まり、ハードカバー版の販売は250万部を上回り、32の言語に翻訳された。
コリンズはしばしば、ハーバード・ビジネス・レビュー誌、ビジネス・ウィーク誌、フォーチュン誌その他の出版物に寄稿している。 

### 第5水準の指導者
コリンズはしばしば著作の中で「第5水準の指導者」(Level 5 leader)について議論している。これは彼の著作の中で説明されている、リーダーシップ特性の5段階において頂点にある指導者である。第5水準の指導者は、個人としての謙虚さと職業人としての意志の強さという矛盾した組み合わせを有する。

### 衰退の5段階
コリンズは強大な企業がどのように衰退するかを次の5段階の枠組みで示し、これを衰退の5段階(five stages of decline)と呼んでいる。
1. 成功から生まれる傲慢 - 企業の人々が高慢になり、当初の成功をもたらした基礎的な要因を見失う。深い理解と見識が失われ、成功は当然のものとする見方へ置き換わる。
2. 規律なき拡大路線 - 規律ある創造性から逸脱する。偉大な実績をあげられない分野に規律なき形で進出するか、卓越性を維持しながら達成することができないペースで成長するか、これらの両方を同時に行う。
3. リスクと問題の否認 - 企業の内部では警戒信号が積み重なってくるが、外見的には業績が十分に力強いことから、企業は問題を否認する。指導者は悪いデータを小さくみせ、良いデータを強調し、曖昧なデータは良く解釈する。上に立つ者は後退の原因として外部要因を指摘するようになり、自分で責任を引き受けようとしなくなる。
4. 一発逆転策の追求 - 問題とリスク・テークの失敗が積み重なって表面化し、企業の急激な衰退が誰の目にも明らかになる。指導者は一発逆転策にすがろうとする。一発逆転策とは、ビジョンを掲げるカリスマ的指導者の登用、大胆だが実績のない戦略、抜本的な変革などの様々な特効薬である。
5. 屈服と凡庸な企業への転落か消滅 - 巨費を投じた再建策がいずれも失敗に終わったことから、財務力が衰え、士気が低下して、経営者は偉大な将来を築く望みをすべて放棄する。企業は身売りされるか、衰退して凡庸な企業になるか、消滅する。

コリンズは、企業が第1段階に入ったからといってそのまま第5段階へ進むわけではないとしている。また第4段階に入った企業でも、一発逆転策にすがるサイクルから抜け出し、再建を進められる資源が残っていれば復活は可能であるとしている。

### 『テスト・パイロット』
コリンズは、祖父であり彼の名前の由来にもなったジミー・コリンズによって書かれた自伝『テスト・パイロット』(Test Pilot, Doubleday, Doran & Co., 1935年)を再出版した。ジミー・コリンズは1930年代にグラマン社(Grumman military aircraft company)のチーフ・テスト・パイロットを務めており、1938年に公開されたこの書籍の映画版『テスト・パイロット』ではクラーク・ゲーブルが彼を演じた。ジミー・コリンズはF3複葉機のテストにおけるクラッシュで死去した。この事故の前、彼は死を予見し、それを説明していた。

## 著作
- 『ビジョナリー・カンパニー 時代を超える生存の原則』 (原題: Built to Last: Successful Habits of Visionary Companies, ジェリー・I・ポラスとの共著, 1994年)
- Beyond Entrepreneurship: Turning Your Business into an Enduring Great Company (William C. Lazierとの共著, 1995年)
- 『ビジョナリー・カンパニー2 飛躍の法則』 (原題: Good to Great: Why Some Companies Make the Leap ... And Others Don't, 2001年)
- 『ビジョナリー・カンパニー 【特別編】』(原題: Good to Great and the Social Sectors, 2005年)
- 『ビジョナリー・カンパニー3 衰退の五段階』 (原題: How the Mighty Fall: And Why Some Companies Never Give In, 2009年[9])
- 『ビジョナリー・カンパニー4 自分の意志で偉大になる』 (原題: Great By Choice, モートン・ハンセンとの共著, 2011年)

各訳書は日経BP（旧・日本経済新聞出版社）で出版。